# Threlkeldia
Threlkeldia é um género botânico pertencente à família Amaranthaceae.

## Espécies
- Threlkeldia brevicuspis
- Threlkeldia diffusa
  - Threlkeldia diffusa var. latifolia
- Threlkeldia drupata
- Threlkeldia haloragoides
- Threlkeldia inchoata
- Threlkeldia obliqua
- Threlkeldia proceriflora
- Threlkeldia salsuginosa